# 13956 Banks
A 13956 Banks (ideiglenes jelöléssel 1990 VG6) a Naprendszer kisbolygóövében található aszteroida. Eric Walter Elst fedezte fel 1990. november 15-én.